# Rue Pétion
La rue Pétion est une voie du 11e arrondissement de Paris, en France.

## Situation et accès
La rue Pétion est une voie publique située dans le 11e arrondissement de Paris. Elle débute au 1, rue Pache et se termine au 86, rue du Chemin-Vert.
Le quartier est desservi par la ligne 9 à la station Voltaire.

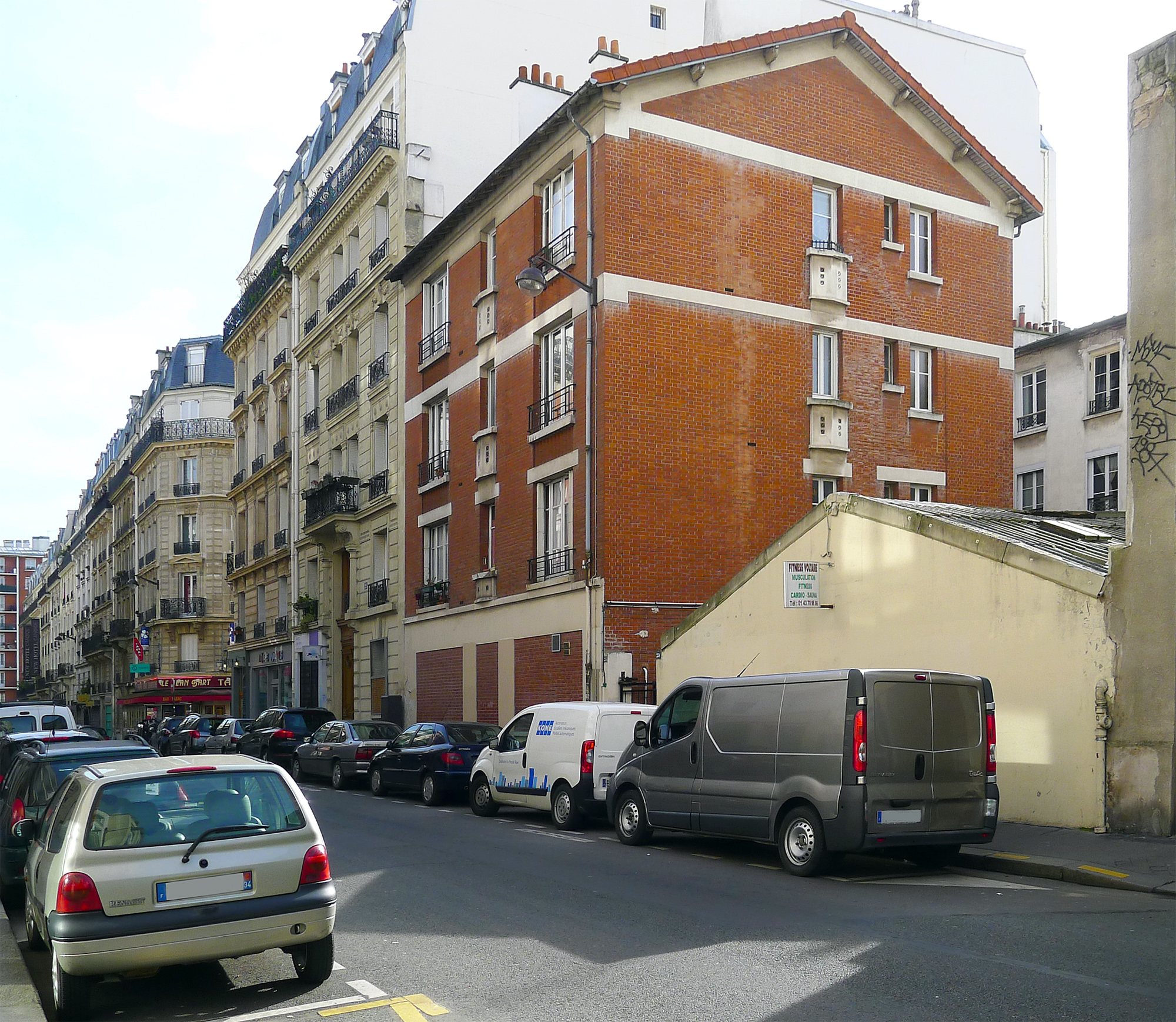
Autres vues de la rue.
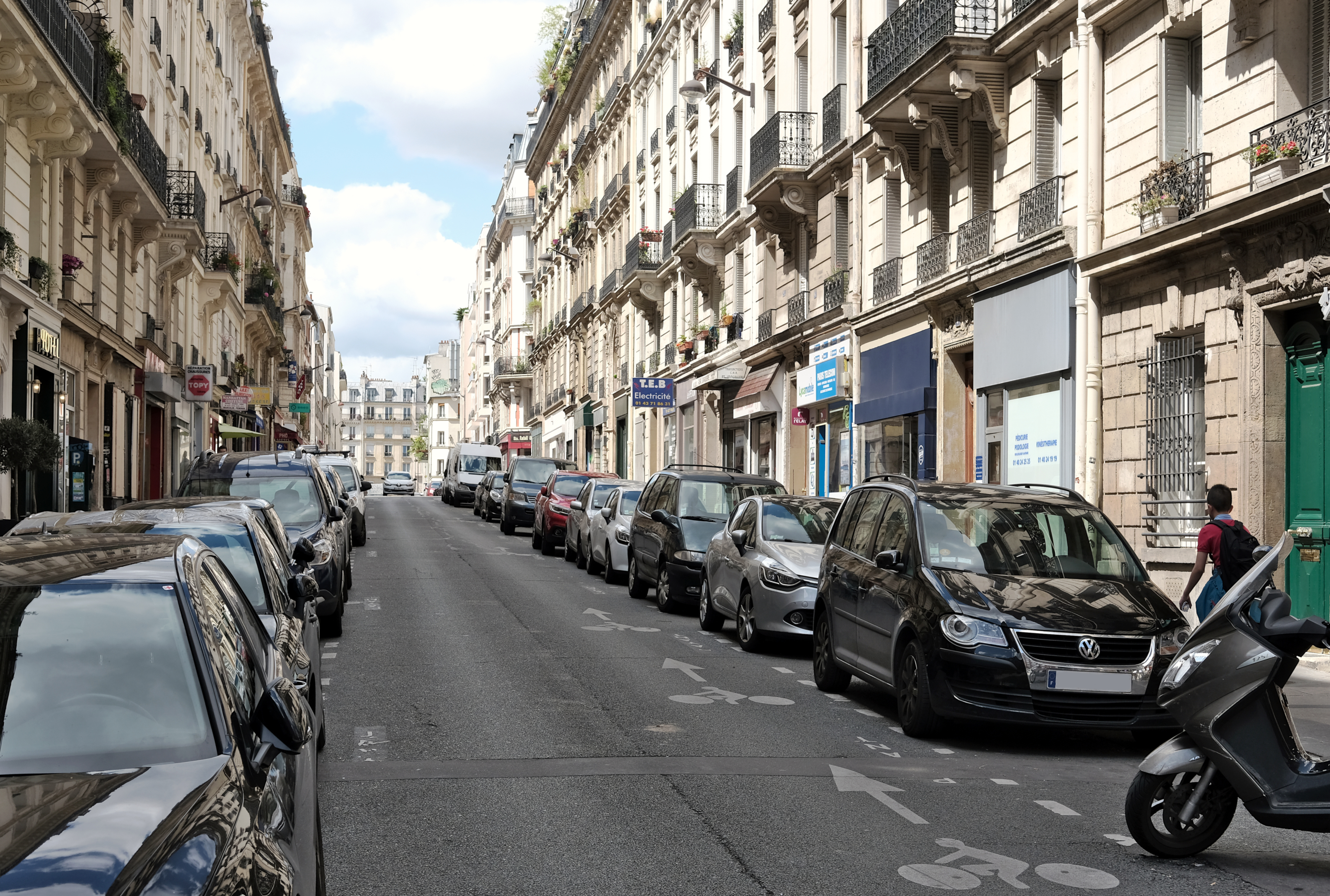

## Origine du nom

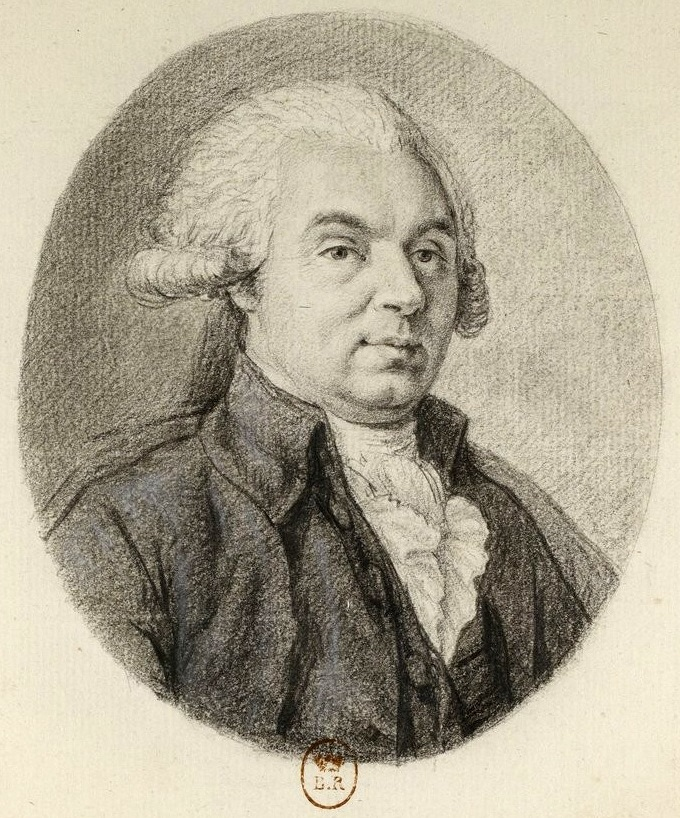
Jérôme Pétion de Villeneuve.

Elle doit son nom à Jérôme Pétion de Villeneuve (1756-1794), homme politique, élu du tiers état aux états généraux de 1789, maire de Paris de 1791 à 1792.

## Historique
Cette rue a été ouverte en deux phases :
- en 1883, de la rue de la Roquette jusqu'à la rue Camille-Desmoulins sur des terrains de l'Assistance publique. Cette partie prend la dénomination de « rue Pétion » par arrêté du 10 novembre 1885, puis est classée dans la voirie parisienne par décret du 18 novembre 1886 ;
- la partie située entre la rue Camille-Desmoulins et la rue du Chemin-Vert reprend, par arrêté du 5 août 1930, une partie du passage des Amandiers devenu passage Maurice. Cette partie prend la dénomination de « rue Pétion » par arrêté du 13 janvier 1934.